# Río Xi
El río Xi (en chino tradicional, 西江; pinyin, Xī Jiāng) es una de las tres fuentes, la más occidental e importante, del río de las Perlas, que discurre por el sur de China. Se considera el tramo principal del sistema fluvial del río de las Perlas, que se estima formado por la sucesión de los ríos, en sentido aguas abajo, Nanpan–Honshui–Qian–Xun–Xi–Zhu. El río Xi, con sus fuentes, tiene una longitud de 1 930 km.

## Geografía
El río Xi nace de la confluencia de los ríos He, Gui y Xun, en la provincia de Guangdong. Discurre en dirección este y tras confluir con los ríos Bei (468 km) y Dong (523 km), da lugar al nacimiento del río Zhu (De las Perlas), que acaba desemboca en el mar de China Meridional a través del delta del río de las Perlas, con numerosos canales navegables, en la región cercana a Hong Kong y Cantón.
Es el mayor de los afluentes del río de las Perlas, con 1930 kilómetros, y su caudal es el segundo del país, tras el mismo río Yangtsé. 
Sus fuentes, los ríos Nanpan–Hongshui–Qian–Xun, llegan desde el este, de las provincias de Yunnan y Guizhou. La mayoría de las zonas del río son navegables, a pesar de discurrir por muchas gargantas, y es una vía fluvial comercial del sur de China, que une las ciudades del delta con el interior. Sus aguas son usadas para el abastecimiento para consumo humano de ciudades como Guangxi, Guangdong y Macao.
Otro río del mismo nombre, río Xi, es un afluente menor del río Jiulong, al noroeste de Xiamen.

### Tributarios
Los principales tributarios del río Xi, y sus afluentes, son:
- río He (贺江), de 355 km, la rama norte del Xi;
- río Gui (桂江), de 437 km, la rama noroeste del Xi;
- río Xun, de 199 km, la rama occidental del Xi;

- río Qian (黔江), de 122 km, que se une con el Yu para dar lugar al nacimiento del Xun;

- río Liu (柳江), de 773 km, que se une con el río Hongshui para dar lugar al Qian;
- río Hongshui, de 638 km, que se une con el río Liu para dar lugar al Qian;

- río Beipan (北盘江), de 449 km, que se une con el Nanpan para dar lugar al nacimiento del Honshui;
- río Nanpan (南盘江), de 856 km, que se une con el Beipanpara dar lugar al nacimiento del Honshui;

- río Yu (鬱江), de 1152 km, que se une con el Qian para dar lugar al nacimiento del Xun;

### Ciudades ribereñas
- Wuzhou (Guangxi)
- Zhaoqing (Guangdong)
- Gaoyao (Guangdong)